# Bhisho
Bhisho (xhosa-ordet för "buffel"; även stavat Bisho) är huvudstad i Östra Kapprovinsen i Sydafrika. Folkmängden uppgick till cirka 11 000 invånare vid folkräkningen 2011.
Staden ligger i kommunen Buffalo City Metropolitan Municipality. Kommunen hör i sin tur till Amatoledistriktet i Östra Kapprovinsen. Staden ligger i sydöstra Sydafrika vid floden Buffalo, drygt 20 mil fågelvägen nordost om Port Elisabeth.
Bhisho blev efter apartheids fall 1994 administrativ huvudort i Östra Kapprovinsen, vilket tidigare hade varit den närbelägna och något större King William's Town. Många av Östra Kapprovinsens lagstiftande och andra officiella huvudbyggnader finns i staden.

## Historia

### Huvudstad i Ciskei
Staden var huvudstad i hemlandet Ciskei som var ett av två hemländer i Sydafrika för människor som talade xhosa. Det andra hemlandet för xhosa-talare var Transkei. 1961 blev Ciskei en egen administrativ region och 1972 en egen autonom region ledd av Lennox Sebe. 1981 blev Ciskei det fjärde hemlandet som trädde ut ur Sydafrika. Ciskei upplöstes efter apartheids fall 1994 och området blev åter en del av Sydafrika. Ciskei betyder ungefär "På denna sida av floden Kei".

### Massakern i Bisho
Den 7 september 1992 infräffade vad som brukar kallas massakern i Bisho när mellan åttio- och etthundratusen människor tågade till Bisho för att protestera mot förhandlingar mellan Sydafrikas regering och ANC om att Ciskei skulle återgå till Sydafrika och mot Ciskeis ledare Oupa Gqozo. Ciskeis försvar öppnade eld och dödade nära trettio människor och skadade omkring etthundra ytterligare. Händelsen ägde rum mitt i ett kritiskt skede av förhandlingar om ökad demokrati.

## Klimat
Det är "semesterklimat" året runt i Bhisho med varma somrar (februari) och milda vintrar (juli). Regionen har flest soltimmar i hela Sydafrika med fler än 300 soliga dagar om året. Det faller i genomsnitt 476 millimeter regn om året varav det minsta i juli och det mesta i mars. Medeltemperaturen mitt på dagen är i juli 19.6 °C och i februari  26.5 °C. Kallast är det på natten i juli då temperaturen kan sjuka till i medeltal 6.4 °C.